# Hanks (Dakota du Nord)
Pour les articles homonymes, voir Hanks.
Hanks est une zone non incorporée située dans le comté de Williams, dans l’État du Dakota du Nord, aux États-Unis.

## Histoire
Hanks a été fondée en 1916 le long d’un embranchement du Great Northern Railway reliant Stanley à Grenora. Son nom est un hommage à W. F. Hanks, un banquier originaire de Powers Lake.
Hanks a été désincorporée en 1992.
Selon un rapport de 2008, Hanks comptait 1 habitant. La localité a été citée par le National Geographic dans l’article « The Emptied Prairie », publié en janvier 2008.

## Source
- (en) Cet article est partiellement ou en totalité issu de l’article de Wikipédia en anglais intitulé « Hanks, North Dakota » (voir la liste des auteurs).

1. ↑  (en) Douglas A. Wick, « Hanks (Williams County) », sur North Dakota Place Names (consulté le 8 mai 2011)
2. ↑  (en) « Boundary Changes »
3. ↑  (en) Rubin, Richard, « Not far from forsaken », The New York Times,‎ 9 avril 2006 (lire en ligne, consulté le 25 octobre 2015)
4. ↑  (en) Charles Bowden, « The Emptied Prairie », National Geographic,‎ janvier 2008 (lire en ligne, consulté le 8 mai 2011)